# Fiat Trattori 211R
Le Fiat 211R, souvent surnommé aussi « La Piccola », est un tracteur agricole à roues produit par le constructeur italien Fiat Trattori de 1958 à 1964. Il complète la gamme le modèle Fiat 18, présenté en 1957. Il a aussi été fabriqué par Fiat Concord en Argentine

## Caractéristiques techniques
Tous les modèles étaient équipés d'un moteur Fiat avec démarreur électrique. 

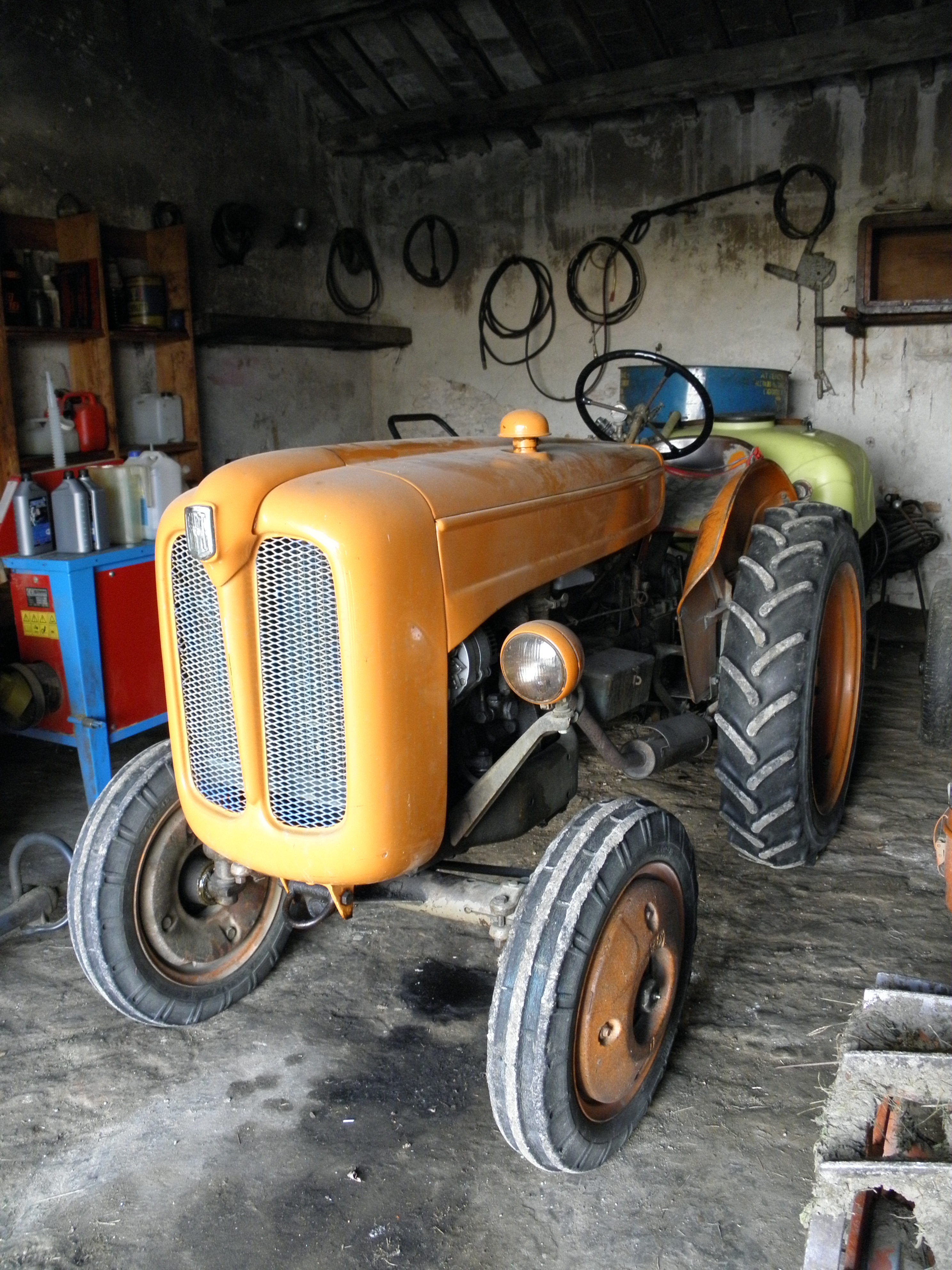
Fiat 221R verger

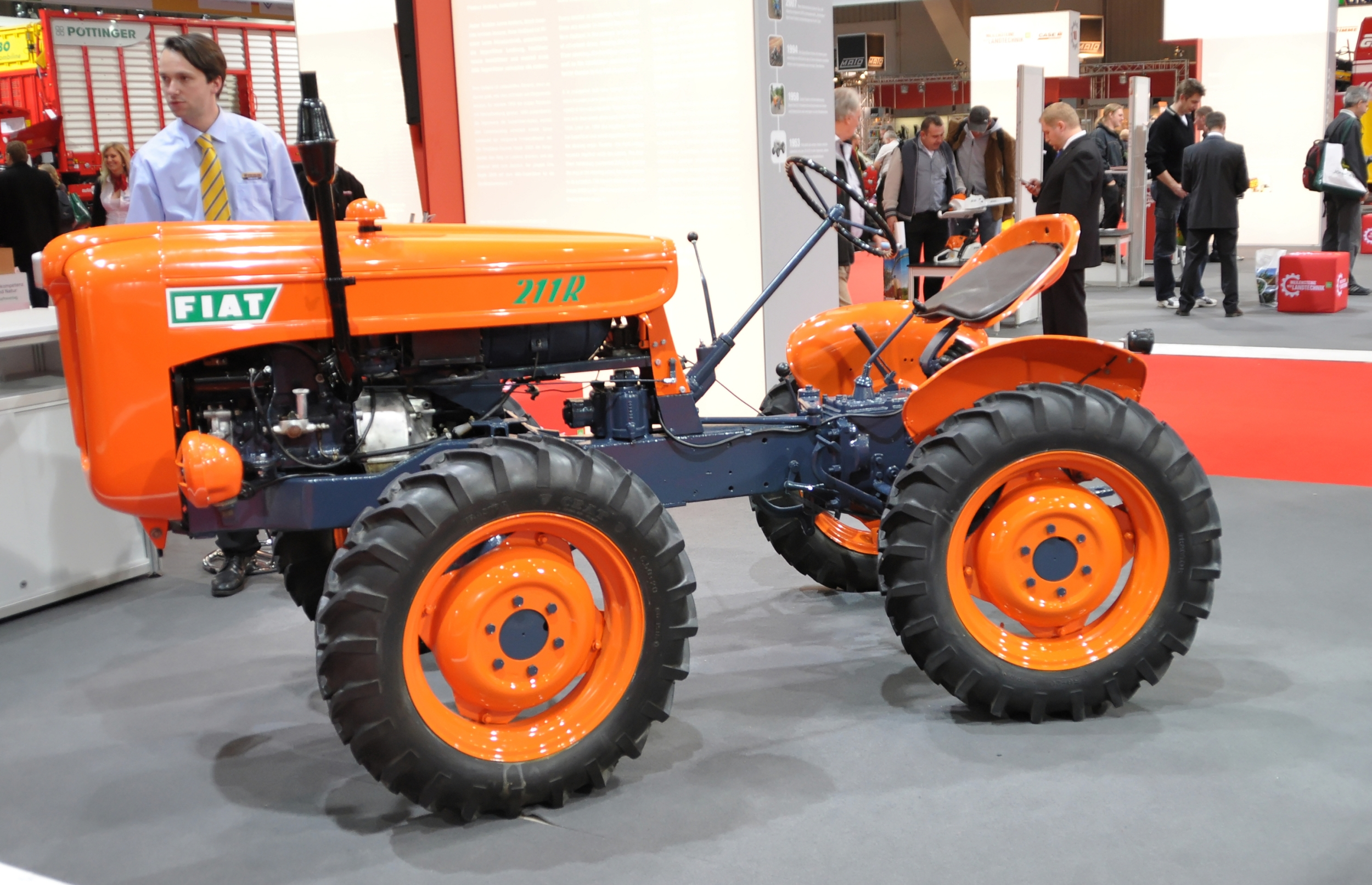
Tracteur articulé Fiat 211RA 4x4

Le tracteur était disponible en plusieurs versions :
- Fiat 211R - tracteur à roues avec un moteur diesel Fiat type 614, 2 cylindres en ligne de 1.135 cm3 développant une puissance de 20 Ch à 2.300 tr/min et disposait d'une chambre interne pour chauffer le cylindre pour faciliter le démarrage à froid,
- Fiat 211RA - tracteur articulé à 4 roues motrices appelé Montagne
- Fiat 211RB - tracteur à roues avec un moteur essence Fiat 4 cylindres en ligne de 1.221 cm3 développant 22 ch à 2.300 tr/min.
- Fiat 221RF verger - tracteur étroit à roues avec un moteur diesel Fiat type 614 de 1.135 cm3 comportant des ponts abaissés et une largeur et un empattement réduits,
- Fiat 231RV vigneron - tracteur très étroit à roues avec le moteur diesel Fiat type 614 et une largeur très réduite[2].

Tous les modèles étaient dotés d'une boîte de vitesses à 6 rapports avant et 2 arrière et d'une installation électrique sous 24 volt, disposaient d'un blocage du différentiel et d'un relevage hydraulique à 3 points. La vitesse maximale était de 20 km/h. La capacité de traction était de 1.100 kg. Les versions 211R & RB étaient capables de labourer 1/3 d'hectare à l'heure. 

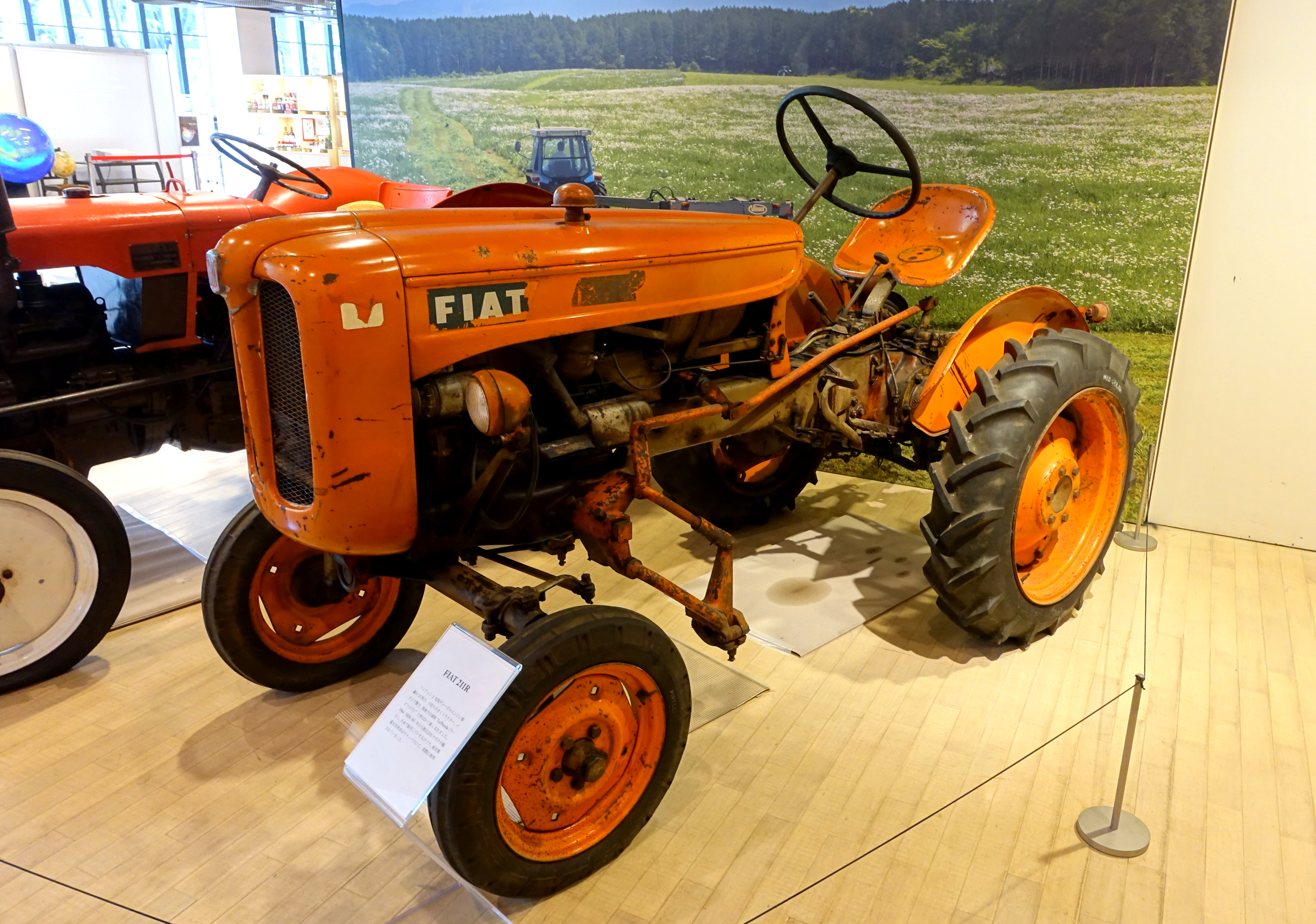
Tracteur Fiat 211R exposé au Food & agriculture Muséum de Tokyo.

Ce modèle a connu une très brillante carrière et a été exporté dans de nombreux pays dont le Japon où il figure en bonne place au Food and Agriculture Museum - Setagaya, Tokyo, Japon.

## Les versions étrangères
En dehors de l'Europe, le Fiat 211R a été fabriqué en Argentine par Fiat Concord à partir de 1961.

### France - Fiat Someca 271
En France, Someca, la filiale de Fiat Trattori, a fabriqué sous licence le modèle Fiat 211R de 1964 à 1965 sous les appellations :
- Som 271 - version avec moteur diesel, copie du Fiat 211R,
- Som 272 - version avec moteur essence, copie du Fiat 211RB,

Le tracteur Som 271 utilise le moteur diesel Fiat type 614.010 -  2 cylindres de 1.135 cm3 de cylindrée, développant 20 Ch DIN à 2.300 tr/min et un couple 63 N m à 1.800 tr/min avec embrayage monodisque à sec et une boîte de vitesses à 6 rapports AV et 2 AR. Consommation : 2 litres/ heure en travaux lourds.
Démarreur électrique Fiat E115-1,8/125. Relevage hydraulique système 3 points avec 2 vérins séparés à simple effet, capacité de soulèvement : 250 kg.
Le tracteur Som 272 utilise le moteur essence 4 cylindres en ligne Fiat type 103.264 de 1.221 cm3 de cylindrée développant 21 Ch DIN à 2.200 tr/min.
Caractéristiques dimensionnelles : 
- Empattement : 1.700 mm
- Longueur hors tout : sans dispositif d'attelage : 2.680 mm / avec bras de traction horizontal : 2.850 mm,
- Largeur : variable 7 positions de 1.475 à 1.980 mm
- Voies AV : variable de 1.050 à 1.650 mm / AR : de 1.102 à 1.726 mm
- Hauteur au capot : 1.330 mm
- Garde au sol : 520 mm
- Poids sans masses : 930 kg / avec toutes les masses : 1.150 kg

### Argentine - Fiat Someca Concord 211R
Ce petit tracteur, surnommé "le plus gaucho des tracteurs" a été fabriqué par Fiat Concord, la filiale argentine de Fiat Trattori, de 1961 à 1972 (?).
Ce modèle a été très apprécié des agriculteurs argentins grâce à sa conception générale et à sa puissance particulièrement bien adaptées à toutes les travaux des exploitations agricoles de petite et moyenne taille du pays, notamment en montagne.
Il a aussi été utilisé comme tracteur de service dans les grandes exploitations.
Fabriqué en même temps que le Fiat 411 dans différentes configurations, il complète la gamme de tracteurs basse puissance de la marque.
Fabriqué dans l'usine Fiat de "La Ferreyra", dans la province de Córdoba, il est en tous points comparable à l'original italien Fiat 211R.
Aucun document ne donne le nombre d'exemplaires fabriqués ni la date exacte d'arrêt de sa production.